# Phaonia elongata
Phaonia elongata är en tvåvingeart som beskrevs av Albquerque 1958. Phaonia elongata ingår i släktet Phaonia och familjen husflugor. Inga underarter finns listade i Catalogue of Life.